# Boophis ulftunni
Boophis ulftunni is een kikker uit de familie gouden kikkers (Mantellidae). De soort werd voor het eerst wetenschappelijk beschreven door Katharina Wollenberg, Franco Andreone, Frank Glaw en Miguel Vences in 2008. De soort behoort tot het geslacht Boophis. De soortaanduiding ulftunni is een eerbetoon aan Ulf Walter Tunnau.
De kikker is endemisch in Madagaskar.

## Beschrijving
Vier mannelijke exemplaren hadden een lengte van 21,9 tot 24,2 millimeter en twee vrouwelijke exemplaren hadden een lengte van 32,0 en 37,1 millimeter.